# Born in America
Born in America è il quinto album in studio del gruppo heavy metal statunitense Riot, pubblicato nel 1983 per l'etichetta discografica Quality Records.

## Il disco
Dopo l'abbandono dell'etichetta Elektra Records, i Riot firmarono per l'etichetta indipendente canadese Quality Records, con la quale registrarono Born in America, ultimo album prima dello scioglimento del gruppo, che avverrà di lì a poco tempo dopo la pubblicazione.
L'album fu distribuito in Europa grazie all'etichetta tedesca ZYX Records, che pubblicò un singolo promozionale contenente la title track. Negli anni successivi alla ricostituzione del gruppo, avvenuta nel 1988, l'album fu ripubblicato in Giappone dalla CBS e negli Stati Uniti dalla Grand Slamm Records. Sempre nel 1999 fu distribuita (dall'etichetta Metal Blade) una terza pubblicazione dell'album, con una copertina differente dall'originale.

## Tracce
1. Born in America (Mark Reale, Steve Loeb, Rhett Forrester) - 4:07
2. You Burn in Me (Reale) - 3:40
3. Wings of Fire (Reale) - 4:39
4. Running from the Law (Reale) - 4:24
5. Devil Woman (Cliff Richard) - 4:01
6. Vigilante Killer (Forrester) - 3:02
7. Heavy Metal Machine (Reale) - 3:37
8. Where Soldiers Rule (Rick Ventura) - 3:47
9. Gunfighter (Reale) - 4:27
10. Promised Land (Ventura) - 3:55

## Formazione
- Rhett Forrester - voce
- Mark Reale - chitarra
- Rick Ventura - chitarra
- Kip Leming - basso
- Sandy Slavin - batteria